# 圆桌骑士物语
《圆桌骑士物语》（日語：円卓の騎士物語 燃えろアーサー）是根据《亚瑟王传说》改编的日本电视动画，於1979年9月9日至1980年3月30日共播放30集。

## 介绍
亞瑟的父母在他小時候被拿古比害死，亞瑟则由于梅林幫助而生還。梅林把亞瑟交給艾古達照顧，之後亞瑟長大参加了眾王拔出石中劍的集會，亞瑟拔出了石中劍然后在集會中证明自己是尤謝爾王的兒子，因此成為一國的領袖。其后認識不少骑士且與他們組成圓桌骑士，為了打倒拿古比而戰。